# 1,4-Dioxin
1,4-Dioxin, auch p-Dioxin, ist eine sauerstoffhaltige heterocyclische organische Verbindung, die formal als ringförmig geschlossener doppelter Ether des zweiwertigen Alkohols Ethendiol (HO–CH=CH–OH) aufgefasst werden kann bzw. als Sauerstoffheterocycle des Cyclohexadien: 1,4-Dioxa-2,5-cyclohexadien. Neben 1,4-Dioxin existiert das Isomer 1,2-Dioxin (o-Dioxin).

Dioxin-Isomere: links das 1,2-Dioxin, rechts das 1,4-Dioxin.

Aus der Struktur des Dioxins und des chemisch verwandten Furans leiten sich die giftigen, krebserregenden und langlebigen polychlorierten Dibenzodioxine und -furane ab. Der Begriff Dioxin wird außerhalb der Fachwelt sehr häufig für diese Stoffklasse verwendet, zu der auch das sogenannte Sevesogift 2,3,7,8-Tetrachlordibenzodioxin (TCDD) zählt, das beim Chemieunfall in Seveso, dem Sevesounglück, freigesetzt wurde.

## Gewinnung und Darstellung
1,4-Dioxin kann man herstellen, indem man die Doppelbindung des Produkts der Diels-Alder-Reaktion von Furan und Maleinsäureanhydrid epoxidiert und durch eine Retro-Diels-Alder-Reaktion zu Maleinsäureanhydrid und 1,4-Dioxin spaltet.